# Andries van Ishoven
Andreas Van Ishoven (Deurne-Borgerhout 8 februari 1734 - aldaar 16 april 1816) was een maire van Deurne-Borgerhout. Hij woonde te Borgerhout aan de vaart en was de zoon van Jan Van Ishoven en Anna Paepen.
Van Ishoven was vurig republikeins gezind en werd op 24 fructidor l'an III der Franse Republiek (13 september 1795) aangesteld tot adjunct agent municipal der gemeente. In die functie was hij in 1798 aanwezig bij het sluiten en verzegelen van de kerk en pastorij van Deurne en de kapel van Borgerhout, het verwijderen van de klokken en het opstellen van een lijst der bezittingen van de kerkfabriek. Vanaf 4 april 1796 zetelde hij ook in het Conseil Cantonal van Berchem. Op 7 februari 1800 werd hij als agent geschorst omdat hij leveringen van goederen, die voor het leger bestemd waren, had verkocht of verdeeld aan de ingezetenen der gemeente.
Op 28 november 1800, nadat Jan Cornelis Van Gingelen de functie had geweigerd, werd Andries Van Ishoven door préfect Charles d'Herbouville aangesteld als maire, in opvolging van notaris Geeraard F.Horemans, omdat men geen andere gewillige kandidaat vond. Tijdens zijn beleid werden er voor het eerst koepokinentingen uitgevoerd in Deurne en werden ook de eerste stappen gezet naar de invoering van het metriek stelsel van maten en gewichten. In januari 1802 liet hij, nadat op 17 juli 1801 de vrijheid van eredienst was hersteld en onder druk van de gemeentenaren, de kerk en kapel terug voorzien van klokken. Ook zou de staat de bezoldiging van de geestelijken op zich nemen en op voorstel van Van Ishoven vroeg de gemeenteraad, op 29 maart 1803, aan de hogere overheid een jaarwedde toe te kennen aan pastoor en onderpastoor.
Op 28 april 1803 werd Van Ishoven door préfect d'Herbouville als maire geschorst nadat gebleken was dat hij rekeningen had vervalst en geld had verduisterd. Na de afzetting van Van Ishoven werd deze ad interim opgevolgd door zijn adjunct Adriaan Frans Verbiest totdat Jan Godfried Cantaert de functie van maire op 2 maart 1804 definitief overnam..